# Bur man laimi
Bur man laimi – singel łotewskiego zespołu muzycznego Tautumeitas, wydany 4 grudnia 2024 roku. Kompozycja reprezentowała Łotwę w 69. Konkursie Piosenki Eurowizji (2025).

## Tło i kompozycja
Utwór został wyprodukowany przez sam zespół a za jego tekst odpowiadają Asnate Rancāne, Aurēlija Rancāne, Elvis Lintiņš, Laura Līcīte oraz Gabriēla Zvaigznīte. Według członkiń zespołu piosenka opowiada „o zdolności człowieka do bycia szczęśliwym, samowystarczalnym i pewnym swoich decyzji”. Dodając że utwór łączy ze sobą tradycyjną bałtycką muzykę z nowoczesnymi brzmieniami.

## Konkurs Piosenki Eurowizji
16 lipca 2024 łotewski nadawca LTV potwierdził swój udział w konkursie. 20 listopada 2024 singel zakwalifikował się do preselekcji Supernova. 8 lutego 2025 zwyciężył finał eliminacji uzyskując w sumie 18 punktów w głosowaniu jurorów oraz telewidzów, otrzymując tym samym prawo do reprezentowania Łotwy w Konkursie Piosenki Eurowizji 2025 w Bazylei. Utwór zostanie zaprezentowany podczas drugiego półfinału 15 maja 2025.

## Notowania
| Kraj  | Lista (2025)                      | Najwyższa pozycja |
| ----- | --------------------------------- | ----------------- |
| Łotwa | LalPA                             | 18                |
| Łotwa | Latvia Airplay (LalPA)            | 8                 |
| Łotwa | Latvia Domestic Airplay (LalPA)   | 1                 |
| Łotwa | Latvia Domestic Streaming (LalPA) | 9                 |